# Lijst van gemeentelijke monumenten in Nissewaard
De gemeente Nissewaard heeft 91 gemeentelijke monumenten. Hieronder een overzicht. 

## Abbenbroek
De plaats Abbenbroek kent 18 gemeentelijke monumenten:
| Object                        | Bouwjaar | Architect | Locatie                  | Coördinaten                   | Nr.        | Afbeelding        |
| ----------------------------- | -------- | --------- | ------------------------ | ----------------------------- | ---------- | ----------------- |
|                               |          |           | Bleekveld 9              | 51° 50' 59" NB, 4° 14' 39" OL | 1930/BER01 | Meer afbeeldingen |
| Bovengronds elektriciteitsnet |          |           | Capelleweg               | 51° 50' 14" NB, 4° 14' 21" OL | 1930/BER06 | Meer afbeeldingen |
| Muziektent                    |          |           | de Ring                  | 51° 50' 55" NB, 4° 14' 35" OL | 1930/BER09 | Meer afbeeldingen |
|                               |          |           | Gemeenlandsedijk Zuid 26 | 51° 50' 29" NB, 4° 15' 1" OL  | 1930/BER02 | Meer afbeeldingen |
|                               |          |           | Gemeenlandsedijk Zuid 55 | 51° 50' 22" NB, 4° 14' 57" OL | 1930/BER03 | Meer afbeeldingen |
|                               |          |           | Gemeenlandsedijk Zuid 59 | 51° 50' 11" NB, 4° 14' 60" OL | 1930/BER04 | Meer afbeeldingen |
|                               |          |           | Haasdijk 6               | 51° 49' 43" NB, 4° 14' 18" OL | 1930/BER05 | Meer afbeeldingen |
|                               |          |           | Moerseweg 6              | 51° 50' 45" NB, 4° 12' 8" OL  | 1930/BER08 | Meer afbeeldingen |
|                               |          |           | Ring 2                   | 51° 50' 57" NB, 4° 14' 36" OL | 1930/BER10 | Meer afbeeldingen |
|                               |          |           | Ring 3                   | 51° 50' 57" NB, 4° 14' 35" OL | 1930/BER11 | Meer afbeeldingen |
|                               |          |           | Ring 4                   | 51° 50' 57" NB, 4° 14' 35" OL | 1930/BER12 | Meer afbeeldingen |
|                               |          |           | Ring 5                   | 51° 50' 57" NB, 4° 14' 35" OL | 1930/BER13 | Meer afbeeldingen |
|                               |          |           | Ring 6                   | 51° 50' 57" NB, 4° 14' 34" OL | 1930/BER14 | Meer afbeeldingen |
|                               |          |           | Ring 16                  | 51° 50' 55" NB, 4° 14' 36" OL | 1930/BER15 | Meer afbeeldingen |
|                               |          |           | Ring 17                  | 51° 50' 55" NB, 4° 14' 36" OL | 1930/BER16 | Meer afbeeldingen |
|                               |          |           | Ring 21                  | 51° 50' 56" NB, 4° 14' 37" OL | 1930/BER17 | Meer afbeeldingen |
|                               |          |           | Ring 22                  | 51° 50' 56" NB, 4° 14' 37" OL | 1930/BER18 | Meer afbeeldingen |
|                               |          |           | Ring 24                  | 51° 50' 56" NB, 4° 14' 38" OL | 1930/BER19 | Meer afbeeldingen |

## Geervliet
De plaats Geervliet kent 30 gemeentelijke monumenten:
| Object                    | Bouwjaar | Architect | Locatie              | Coördinaten                   | Nr.         | Afbeelding        |
| ------------------------- | -------- | --------- | -------------------- | ----------------------------- | ----------- | ----------------- |
| IJzeren kooimast          |          |           | Dorpsplein           | 51° 51' 38" NB, 4° 15' 28" OL | 1930/BER23  | Meer afbeeldingen |
|                           |          |           | Dorpsplein 1 en 1a   | 51° 51' 38" NB, 4° 15' 28" OL | 1930/BER24  | Meer afbeeldingen |
| Haven, kademuren en sluis |          |           |                      | 51° 51' 38" NB, 4° 15' 26" OL | 1930/BER25  | Meer afbeeldingen |
|                           |          |           | Groene Kruisweg 1    | 51° 51' 33" NB, 4° 15' 29" OL | 1930/BER20  | Upload foto       |
|                           |          |           | St Anthonieplein 3   | 51° 51' 36" NB, 4° 15' 33" OL | 1930/BER21  | Meer afbeeldingen |
|                           |          |           | St Anthonieplein 5   | 51° 51' 37" NB, 4° 15' 33" OL | 1930/BER22  | Meer afbeeldingen |
|                           |          |           | Kerkstraat 1         | 51° 51' 38" NB, 4° 15' 29" OL | 1930/BER26  | Meer afbeeldingen |
|                           |          |           | Kerkstraat 4         | 51° 51' 38" NB, 4° 15' 28" OL | 1930/BER100 | Meer afbeeldingen |
|                           |          |           | Kerkstraat 6         | 51° 51' 38" NB, 4° 15' 29" OL | 1930/BER27  | Meer afbeeldingen |
|                           |          |           | Kerkstraat 14        | 51° 51' 37" NB, 4° 15' 31" OL | 1930/BER28  | Meer afbeeldingen |
|                           |          |           | Landpoortstraat 1    | 51° 51' 37" NB, 4° 15' 36" OL | 1930/BER29  | Meer afbeeldingen |
|                           |          |           | Landpoortstraat 10   | 51° 51' 34" NB, 4° 15' 40" OL | 1930/BER30  | Meer afbeeldingen |
|                           |          |           | Molenstraat 1        | 51° 51' 36" NB, 4° 15' 31" OL | 1930/BER31  | Meer afbeeldingen |
|                           |          |           | Molenstraat 2        | 51° 51' 36" NB, 4° 15' 31" OL | 1930/BER32  | Meer afbeeldingen |
|                           |          |           | Molenstraat 13       | 51° 51' 34" NB, 4° 15' 26" OL | 1930/BER33  | Meer afbeeldingen |
| Stichting De Zes Kernen   |          |           | Molenstraat 22 en 24 | 51° 51' 35" NB, 4° 15' 26" OL | 1930/BER34  | Meer afbeeldingen |
|                           |          |           | Oude Singel 14       | 51° 51' 36" NB, 4° 15' 39" OL | 1930/BER35  | Meer afbeeldingen |
|                           |          |           | Ringdijk 6           | 51° 51' 12" NB, 4° 15' 13" OL | 1930/BER36  | Meer afbeeldingen |
|                           |          |           | Schoolstraat 2       | 51° 51' 38" NB, 4° 15' 33" OL | 1930/BER37  | Meer afbeeldingen |
|                           |          |           | Spuikade 3           | 51° 51' 33" NB, 4° 15' 22" OL | 1930/BER38  | Meer afbeeldingen |
|                           |          |           | Spuistraat 2         | 51° 51' 36" NB, 4° 15' 26" OL | 1930/BER39  | Meer afbeeldingen |
| Woning                    |          |           | Tolstraat 4          | 51° 51' 39" NB, 4° 15' 28" OL | 1930/BER40  | Meer afbeeldingen |
|                           |          |           | Tolstraat 11         | 51° 51' 40" NB, 4° 15' 25" OL | 1930/BER41  | Meer afbeeldingen |
|                           |          |           | Tolstraat 13         | 51° 51' 40" NB, 4° 15' 25" OL | 1930/BER42  | Meer afbeeldingen |
| Hardstenen grenspaal      |          |           | Visserszijde         | 51° 51' 40" NB, 4° 15' 23" OL | 1930/BER43  | Upload foto       |
|                           |          |           | Visserszijde 1       | 51° 51' 37" NB, 4° 15' 25" OL | 1930/BER44  | Meer afbeeldingen |
|                           |          |           | Visserszijde 5       | 51° 51' 38" NB, 4° 15' 24" OL | 1930/BER45  | Meer afbeeldingen |
|                           |          |           | Visserszijde 11      | 51° 51' 39" NB, 4° 15' 23" OL | 1930/BER46  | Meer afbeeldingen |
|                           |          |           | Visserszijde 21      | 51° 51' 40" NB, 4° 15' 20" OL | 1930/BER48  | Meer afbeeldingen |
|                           |          |           | Visserszijde 19      | 51° 51' 40" NB, 4° 15' 20" OL | 1930/BER47  | Meer afbeeldingen |

## Heenvliet
De plaats Heenvliet kent 3 gemeentelijke monumenten:
| Object                                           | Bouwjaar | Architect | Locatie       | Coördinaten                   | Nr.        | Afbeelding        |
| ------------------------------------------------ | -------- | --------- | ------------- | ----------------------------- | ---------- | ----------------- |
| Uitsluitend de woning Drieendijk 16 te Heenvliet |          |           | Drieendijk 16 | 51° 51' 10" NB, 4° 12' 26" OL | 1930/BER50 | Meer afbeeldingen |
|                                                  |          |           | Toldam 3      | 51° 51' 48" NB, 4° 14' 45" OL | 1930/BER53 | Meer afbeeldingen |
|                                                  |          |           | Wieldijk 5    | 51° 52' 2" NB, 4° 14' 51" OL  | 1930/BER54 | Meer afbeeldingen |

## Hekelingen
De plaats Hekelingen kent 1 gemeentelijke monument:
| Object                     | Bouwjaar  | Architect | Locatie        | Coördinaten                   | Nr.           | Afbeelding        |
| -------------------------- | --------- | --------- | -------------- | ----------------------------- | ------------- | ----------------- |
| Hervormde Kerk (dorpskerk) | 1850-1851 |           | Dorpsstraat 12 | 51° 49' 34" NB, 4° 20' 34" OL | GM 1930/NSW01 | Meer afbeeldingen |

## Simonshaven
De plaats Simonshaven kent 3 gemeentelijke monumenten:
| Object | Bouwjaar | Architect | Locatie        | Coördinaten                   | Nr.        | Afbeelding        |
| ------ | -------- | --------- | -------------- | ----------------------------- | ---------- | ----------------- |
|        |          |           | Oude Veerdam 2 | 51° 49' 37" NB, 4° 16' 8" OL  | 1930/BER63 | Meer afbeeldingen |
|        |          |           | Oude Veerdam 4 | 51° 49' 36" NB, 4° 16' 7" OL  | 1930/BER64 | Meer afbeeldingen |
|        |          |           | Ring 42        | 51° 49' 23" NB, 4° 17' 27" OL | 1930/BER65 | Meer afbeeldingen |

## Spijkenisse
De plaats Spijkenisse kent 5 gemeentelijke monumenten:
| Object                                                | Bouwjaar  | Architect              | Locatie                 | Coördinaten                   | Nr.           | Afbeelding        |
| ----------------------------------------------------- | --------- | ---------------------- | ----------------------- | ----------------------------- | ------------- | ----------------- |
| Voormalig raadhuis                                    | 1957      | Bureau M.C.A. Meischke | Koningin Julianaplein 1 | 51° 51' 6" NB, 4° 19' 23" OL  | GM 1930/NSW02 | Meer afbeeldingen |
| Voormalige raadhuis met cachot ('t Oude Raadhuys)     | 1886      |                        | Noordeinde 7            | 51° 51' 6" NB, 4° 19' 37" OL  | GM 1930/NSW03 | Meer afbeeldingen |
| Gemaal De Leeuw van Putten                            | 1881      | J. Paul                | Noordeinde 93-95        | 51° 51' 10" NB, 4° 19' 47" OL | GM 1930/NSW04 | Meer afbeeldingen |
| Brughoofd/brugportaal oude Spijkenisserbrug           | 1900-1903 |                        | Tramdijk                | 51° 51' 30" NB, 4° 20' 18" OL | GM 1930/NSW05 | Meer afbeeldingen |
| Voormalige winkel-woning (winkeltje van de dames Mak) | 1850-1900 |                        | Voorstraat 26           | 51° 51' 2" NB, 4° 19' 36" OL  | GM 1930/NSW06 | Meer afbeeldingen |

## Zuidland
De plaats Zuidland kent 31 gemeentelijke monumenten:
| Object                                 | Bouwjaar | Architect | Locatie                      | Coördinaten                   | Nr.        | Afbeelding        |
| -------------------------------------- | -------- | --------- | ---------------------------- | ----------------------------- | ---------- | ----------------- |
|                                        |          |           | Beeldsweg 4                  | 51° 49' 39" NB, 4° 15' 16" OL | 1930/BER66 | Meer afbeeldingen |
|                                        |          |           | Beeldsweg 6a                 | 51° 49' 33" NB, 4° 15' 7" OL  | 1930/BER67 | Meer afbeeldingen |
|                                        |          |           | Beeldsweg 22                 | 51° 49' 23" NB, 4° 14' 56" OL | 1930/BER68 | Meer afbeeldingen |
|                                        |          |           | Breedstraat 7                | 51° 49' 20" NB, 4° 15' 33" OL | 1930/BER69 | Meer afbeeldingen |
|                                        |          |           | Breedstraat 10               | 51° 49' 21" NB, 4° 15' 32" OL | 1930/BER70 | Meer afbeeldingen |
|                                        |          |           | Dam 2                        | 51° 49' 20" NB, 4° 15' 45" OL | 1930/BER72 | Meer afbeeldingen |
|                                        |          |           | Dorpsstraat 9                | 51° 49' 21" NB, 4° 15' 38" OL | 1930/BER73 | Meer afbeeldingen |
|                                        |          |           | Dorpsstraat 11               | 51° 49' 21" NB, 4° 15' 38" OL | 1930/BER74 | Upload foto       |
|                                        |          |           | Drogendijk 1                 | 51° 48' 26" NB, 4° 15' 20" OL | 1930/BER75 | Upload foto       |
| Joodse begraafplaats                   |          |           | Kerkweg                      | 51° 49' 15" NB, 4° 15' 12" OL | 1930/BER76 | Meer afbeeldingen |
|                                        |          |           | Koekendorpseweg 2            | 51° 48' 11" NB, 4° 14' 8" OL  | 1930/BER77 | Upload foto       |
|                                        |          |           | Molendijk 2                  | 51° 49' 19" NB, 4° 15' 45" OL | 1930/BER78 | Meer afbeeldingen |
|                                        |          |           | Molendijk 26                 | 51° 49' 11" NB, 4° 15' 56" OL | 1930/BER79 | Meer afbeeldingen |
|                                        |          |           | Nieuwe Veerdam 2             | 51° 49' 27" NB, 4° 15' 47" OL | 1930/BER80 | Meer afbeeldingen |
| Houten schuur                          |          |           | Nijverheidstraat/Dorpsstraat | 51° 49' 22" NB, 4° 15' 37" OL | 1930/BER81 | Upload foto       |
| Smeedijzeren toegangshek begraafplaats |          |           | Raadhuisstraat               | 51° 49' 16" NB, 4° 15' 22" OL | 1930/BER82 | Meer afbeeldingen |
|                                        |          |           | Raadhuisstraat 1             | 51° 49' 19" NB, 4° 15' 31" OL | 1930/BER83 | Meer afbeeldingen |
|                                        |          |           | Raadhuisstraat 8             | 51° 49' 19" NB, 4° 15' 28" OL | 1930/BER84 | Meer afbeeldingen |
|                                        |          |           | Raadhuisstraat 31            | 51° 49' 14" NB, 4° 15' 23" OL | 1930/BER85 | Meer afbeeldingen |
| Woning                                 |          |           | Raadhuisstraat 46            | 51° 49' 13" NB, 4° 15' 15" OL | 1930/BER87 | Meer afbeeldingen |
| Gietijzeren pomp                       |          |           | Ring                         | 51° 49' 20" NB, 4° 15' 42" OL | 1930/BER88 | Meer afbeeldingen |
|                                        |          |           | Ring 1                       | 51° 49' 20" NB, 4° 15' 44" OL | 1930/BER89 | Meer afbeeldingen |
|                                        |          |           | Ring 2                       | 51° 49' 20" NB, 4° 15' 44" OL | 1930/BER90 | Meer afbeeldingen |
|                                        |          |           | Ring 5                       | 51° 49' 20" NB, 4° 15' 43" OL | 1930/BER91 | Meer afbeeldingen |
|                                        |          |           | Ring 8                       | 51° 49' 19" NB, 4° 15' 41" OL | 1930/BER92 | Meer afbeeldingen |
|                                        |          |           | Ring 15                      | 51° 49' 21" NB, 4° 15' 39" OL | 1930/BER93 | Meer afbeeldingen |
|                                        |          |           | Ring 17                      | 51° 49' 21" NB, 4° 15' 40" OL | 1930/BER94 | Meer afbeeldingen |
|                                        |          |           | Schoutsweg 1                 | 51° 48' 15" NB, 4° 13' 27" OL | 1930/BER96 | Meer afbeeldingen |
|                                        |          |           | Stationsweg 11               | 51° 49' 27" NB, 4° 15' 33" OL | 1930/BER97 | Meer afbeeldingen |
|                                        |          |           | Zuidoordsedijk 5             | 51° 48' 15" NB, 4° 15' 11" OL | 1930/BER98 | Upload foto       |
|                                        |          |           | Zuidoordsedijk 8             | 51° 48' 5" NB, 4° 14' 51" OL  | 1930/BER99 | Meer afbeeldingen |

## Buitengebied
Het buitengebied kent 2 gemeentelijke monumenten:
| Object               | Bouwjaar | Architect | Locatie                                                  | Coördinaten                  | Nr.        | Afbeelding        |
| -------------------- | -------- | --------- | -------------------------------------------------------- | ---------------------------- | ---------- | ----------------- |
| Voormalige grenspaal |          |           | Katerwaalsedijk/Boomweg (waterschap De Brielse Dijkring) | 51° 50' 60" NB, 4° 12' 8" OL | 1930/BER07 | Meer afbeeldingen |
| Voormalige grenspaal |          |           | Stationsweg/Haasdijk (waterschap De Brielse Dijkring)    | 51° 50' 9" NB, 4° 15' 7" OL  | 1930/BER95 | Meer afbeeldingen |